# Weathertech Sportscar Championship 2023
Weathertech Sportscar Championship 2023 är den tionde säsongen av den nordamerikanska racingserien för sportvagnar och GT-bilar, Weathertech Sportscar Championship och sanktioneras av International Motor Sports Association. Säsongen omfattar 11 deltävlingar.

## Tävlingskalender
| Datum         | Bana         | Segrare GTP - Team                                         | Segrare LMP2 – Team                                      | Segrare LMP3 - Team                                        | Segrare GTD Pro - Team                                   | Segrare GTD - Team                                      |
| Datum         | Bana         | Segrare GTP - Förare                                       | Segrare LMP2 – Förare                                    | Segrare LMP3 - Förare                                      | Segrare GTD Pro - Förare                                 | Segrare GTD – Förare                                    |
| ------------- | ------------ | ---------------------------------------------------------- | -------------------------------------------------------- | ---------------------------------------------------------- | -------------------------------------------------------- | ------------------------------------------------------- |
| 28-29 januari | Daytona      | Meyer Shank Racing with Curb-Agajanian                     | Proton Competition                                       | AWA                                                        | WeatherTech Racing                                       | Heart of Racing Team                                    |
| 28-29 januari | Daytona      | Tom Blomqvist Colin Braun Hélio Castroneves Simon Pagenaud | James Allen Gianmaria Bruni Francesco Pizzi Fred Poordad | Wayne Boyd Anthony Mantella Thomas Merrill Nicolás Varrone | Maro Engel Jules Gounon Daniel Juncadella Cooper MacNeil | Roman De Angelis Ian James Marco Sørensen Darren Turner |
| 18 mars       | Sebring      | Whelen Engineering Racing                                  | Tower Motorsports                                        | Riley Motorsports                                          | Pfaff Motorsports                                        | Paul Miller Racing                                      |
| 18 mars       | Sebring      | Jack Aitken Pipo Derani Alexander Sims                     | John Farano Scott McLaughlin Kyffin Simpson              | Josh Burdon Felipe Fraga Gar Robinson                      | Klaus Bachler Patrick Pilet Laurens Vanthoor             | Corey Lewis Bryan Sellers Madison Snow                  |
| 15 april      | Long Beach   | Porsche Penske Motorsport                                  | Inga deltagare                                           | Inga deltagare                                             | Vasser Sullivan Racing                                   | Paul Miller Racing                                      |
| 15 april      | Long Beach   | Mathieu Jaminet Nick Tandy                                 | Inga deltagare                                           | Inga deltagare                                             | Ben Barnicoat Jack Hawksworth                            | Bryan Sellers Madison Snow                              |
| 14 maj        | Laguna Seca  | Cadillac Racing                                            | TDS Racing                                               | Inga deltagare                                             | WeatherTech Racing                                       | Kelly-Moss with Riley                                   |
| 14 maj        | Laguna Seca  | Sébastien Bourdais Renger van der Zande                    | Mikkel Jensen Steven Thomas                              | Inga deltagare                                             | Jules Gounon Daniel Juncadella                           | Kay van Berlo Alan Metni                                |
| 25 juni       | Watkins Glen | BMW M Team RLL                                             | CrowdStrike Racing by APR                                | Riley Motorsports                                          | Vasser Sullivan Racing                                   | Vasser Sullivan Racing                                  |
| 25 juni       | Watkins Glen | Connor De Phillippi Nick Yelloly                           | Ben Hanley George Kurtz Nolan Siegel                     | Josh Burdon Felipe Fraga Gar Robinson                      | Ben Barnicoat Jack Hawksworth                            | Frankie Montecalvo Aaron Telitz Parker Thompson         |
| 9 juli        | Mosport      | Meyer Shank Racing with Curb-Agajanian                     | Inga deltagare                                           | Riley Motorsports                                          | Corvette Racing                                          | Paul Miller Racing                                      |
| 9 juli        | Mosport      | Tom Blomqvist Colin Braun                                  | Inga deltagare                                           | Felipe Fraga Gar Robinson                                  | Antonio García Jordan Taylor                             | Bryan Sellers Madison Snow                              |
| 22 juli       | Lime Rock    | Inga deltagare                                             | Inga deltagare                                           | Inga deltagare                                             | Heart of Racing Team                                     | Heart of Racing Team                                    |
| 22 juli       | Lime Rock    | Inga deltagare                                             | Inga deltagare                                           | Inga deltagare                                             | Ross Gunn Alex Riberas                                   | Roman De Angelis Marco Sørensen                         |
| 6 augusti     | Road America | Porsche Penske Motorsport                                  | PR1/Mathiasen Motorsports                                | Riley Motorsports                                          | Heart of Racing Team                                     | Paul Miller Racing                                      |
| 6 augusti     | Road America | Matt Campbell Felipe Nasr                                  | Paul-Loup Chatin Ben Keating                             | Josh Burdon Gar Robinson                                   | Ross Gunn Alex Riberas                                   | Bryan Sellers Madison Snow                              |
| 27 augusti    | Virginia     | Inga deltagare                                             | Inga deltagare                                           | Inga deltagare                                             | Corvette Racing                                          | Paul Miller Racing                                      |
| 27 augusti    | Virginia     | Inga deltagare                                             | Inga deltagare                                           | Inga deltagare                                             | Antonio García Jordan Taylor                             | Bryan Sellers Madison Snow                              |
| 17 september  | Indianapolis | Porsche Penske Motorsport                                  | 1 TDS Racing                                             | AWA                                                        | WeatherTech Racing                                       | Winward Racing                                          |
| 17 september  | Indianapolis | Mathieu Jaminet Nick Tandy                                 | Mikkel Jensen Steven Thomas                              | Wayne Boyd Anthony Mantella                                | Jules Gounon Daniel Juncadella                           | Russell Ward Philip Ellis                               |
| 14 oktober    | Road Atlanta | Meyer Shank Racing with Curb-Agajanian                     | CrowdStrike Racing by APR                                | JR III Motorsports                                         | WeatherTech Racing                                       | Forte Racing Powered by US RaceTronics                  |
| 14 oktober    | Road Atlanta | Tom Blomqvist Colin Braun Hélio Castroneves                | Ben Hanley George Kurtz Nolan Siegel                     | Bijoy Garg Nolan Siegel Garett Grist                       | Maro Engel Jules Gounon Daniel Juncadella                | Misha Goikhberg Patrick Liddy Loris Spinelli            |

## Slutställning
| Klass   | Förare                        | Team                      |
| ------- | ----------------------------- | ------------------------- |
| GTP     | Pipo Derani Alexander Sims    | Whelen Engineering Racing |
| LMP2    | Paul-Loup Chatin Ben Keating  | PR1/Mathiasen Motorsports |
| LMP3    | Gar Robinson                  | Riley Motorsports         |
| GTD Pro | Ben Barnicoat Jack Hawksworth | Vasser Sullivan Racing    |
| GTD     | Bryan Sellers Madison Snow    | Paul Miller Racing        |